# Adore (песня Жасмин Томпсон)
«Adore» — песня, записанная британской певицей Жасмин Томпсон на лейбле Atlantic Records для её третьего мини-альбома, носящего такое же название. Трек стал доступен для скачивания 12 июня 2015 года. Авторами песни выступили Стив Мэк (который также отвечал за продюсирование), Пол Джендлер и Ина Фролдсен. Сингл попал в топ-50 чартов Италии и Бельгии, достигнув там 34 и 41 места, соответственно. Также песня достигла 91 места в German Singles Chart. Особую популярность сингл получил в Италии, где он разошёлся тиражом в 25000 копий. Также ему там был присвоен статус золотого от Итальянской федерации звукозаписывающей индустрии.

## Музыкальное видео
Видеоклип на песню был выложен 12 июня 2015 года на официальном канале Томпсон на YouTube. Продолжительность видео составляет три минуты и тринадцать секунд.

## Список композиций
| №  | Название                      | Длительность |
| -- | ----------------------------- | ------------ |
| 1. | «Adore»                       | 3:07         |
| 2. | «Adore» (Акустическая версия) | 3:34         |

## Чарты и сертификации

### Недельные чарты
| Чарт (2015–16)                             | Высшая позиция |
| ------------------------------------------ | -------------- |
| Бельгия/Фландрия (Ultratip Bubbling Under) | 41             |
| Чехия (Rádio — Top 100)                    | 31             |
| Germany (Official German Charts)           | 91             |
| Венгрия (Rádiós Top 40)                    | 10             |
| Венгрия (Single Top 40)                    | 23             |
| Италия (FIMI)                              | 34             |
| Нидерланды (Dutch Top 40)                  | 35             |
| Польша (Polish Airplay Top 100)            | 12             |
| Швейцария (Schweizer Hitparade)            | 39             |

### Сертификации
| Регион | Сертификация | Продажи |
| --- | ------------ | ------- |
| Италия (FIMI) | Золотой      | 25,000  |
| * Данные о продажах приведены только на основе сертификации. · ^ Данные о тиражах приведены только на основе сертификации. · Данные о продажах + прослушиваниях приведены только на основе сертификации. |              |         |

## История релиза
| Страна         | Дата         | Формат               | Лейбл            |
| -------------- | ------------ | -------------------- | ---------------- |
| Великобритания | 12 июня 2015 | Цифровая дистрибуция | Atlantic Records |